# Vectigal
El vectigal (del latín veho, "llevar", "transportar"; pl. vectigalia) era, en el derecho romano, un ingreso estatal de tipo tributario. El derecho romano distingue dos tipos: vectigal y agri vectigales.

## Vectigal
El vectigal fue, en primer lugar, un tributo indirecto regular que puede interpretarse originalmente como el impuesto a pagar por las mercancías exportadas o importadas (quae vehebantur). Si fuese así, implicaría ser el más antiguo o más importante de los impuestos de la Antigua Roma. Por esto, la denominación sería posteriormente utilizada de forma general para designar a todos los ingresos regulares del tesoro público romano (Aerarium). 
Sin embargo, desde la monarquía romana, los alquileres pagados por el uso de tierras públicas y pastos fueron con toda probabilidad los ingresos más regulares, a los que se denominaba pascua, un término utilizado en los registros de los censores para definir todos los ingresos estatales.
El Senado era la autoridad suprema en todos los asuntos de finanzas, pero como el propio estado no se ocupaba de recaudar los impuestos, aranceles y tributos, se lo confiaba a los censores. Estos funcionarios, a su vez, solían delegar jurisdiccionalmente en los publicanos (publicani) la recaudación de tributos de distintos tipos de ingresos  por una suma fija, y durante un cierto número de años.
Entre los vectigalia más importantes se encuentran:
- El portorium, que gravaba el tráfico de mercancías entre ciudades, provincias y distritos, una especie de impuesto de aduanas.
- La salinae, gravamen sobre las salinas.
- La metalla, gravamen sobre la explotación de las minas.
- La vicesima libertatis, gravamen del 5% sobre las manumisiones de esclavos.
- La vicesima quinta venalium mancipiorum, 5% sobre el precio de venta de los esclavos.
- La vicesima hereditatium, 5% del valor de las herencias.
- La centesima rerum venalium, 1% sobre los precios de venta de productos en mercados.

Como curiosidad, ante las necesidades recaudatorias, Vespasiano implantó el vectigal urinae sobre el uso de las letrinas públicas

## Agri vectigal
El agri vectigal era un canon anual que pagaban los particulares a las colonias y a los  municipios dependientes de Roma por la concesión de tierras. En realidad era un arrendamiento rústico a largo plazo o a perpetuidad de los terrenos pertenecientes al ager publicus a cambio de una renta pública fija (vectigal). 
También, por el usufructo de concesiones de pastos públicos para el ganado se debían pagar los correspondientes cánones o scriptura y, análogamente para bosques o pesquerías.  